# Brian Cook (cestista)
Brian Joshua Cook (Lincoln, 4 dicembre 1980) è un ex cestista statunitense, professionista nella NBA.
È il figlio di Norm Cook.

## Carriera
È stato selezionato dai Los Angeles Lakers al primo giro del Draft NBA 2003 (24ª scelta assoluta).

## Statistiche

### College
| Anno      | Squadra                  | PG  | PT  | MP   | TC%  | 3P%  | TL%  | RP  | AP  | PRP | SP  | PP   |
| --------- | ------------------------ | --- | --- | ---- | ---- | ---- | ---- | --- | --- | --- | --- | ---- |
| 1999-2000 | Illinois Fighting Illini | 32  | 17  | 18,6 | 52,6 | 31,6 | 61,4 | 4,5 | 0,8 | 0,7 | 0,9 | 9,0  |
| 2000-2001 | Illinois Fighting Illini | 35  | 35  | 24,2 | 54,6 | 36,8 | 80,2 | 6,1 | 1,2 | 0,6 | 1,3 | 11,2 |
| 2001-2002 | Illinois Fighting Illini | 35  | 34  | 28,8 | 50,9 | 36,5 | 87,3 | 6,7 | 1,3 | 0,8 | 1,4 | 13,5 |
| 2002-2003 | Illinois Fighting Illini | 30  | 30  | 31,3 | 47,9 | 30,3 | 82,0 | 7,6 | 2,0 | 0,7 | 0,4 | 20,0 |
| Carriera  | Carriera                 | 132 | 116 | 25,7 | 51,0 | 33,9 | 79,3 | 6,2 | 1,3 | 0,7 | 1,0 | 13,2 |

### NBA

#### Regular Season
| Anno      | Squadra         | PG  | PT | MP   | TC%  | 3P%  | TL%  | RP  | AP  | PRP | SP  | PP  |
| --------- | --------------- | --- | -- | ---- | ---- | ---- | ---- | --- | --- | --- | --- | --- |
| 2003-2004 | L.A. Lakers     | 35  | 2  | 12,6 | 47,5 | 0,0  | 75,0 | 2,9 | 0,6 | 0,5 | 0,5 | 4,4 |
| 2004-2005 | L.A. Lakers     | 72  | 0  | 15,1 | 41,7 | 39,2 | 75,7 | 3,0 | 0,5 | 0,3 | 0,4 | 6,4 |
| 2005-2006 | L.A. Lakers     | 81  | 46 | 19,0 | 51,1 | 42,9 | 83,2 | 3,4 | 0,9 | 0,5 | 0,4 | 7,9 |
| 2006-2007 | L.A. Lakers     | 65  | 24 | 15,7 | 45,3 | 40,0 | 72,3 | 3,3 | 1,0 | 0,4 | 0,4 | 6,9 |
| 2007-2008 | L.A. Lakers     | 6   | 2  | 11,7 | 19,0 | 20,0 | 100  | 1,7 | 0,5 | 0,3 | 0,0 | 2,3 |
| 2007-2008 | Orlando Magic   | 45  | 0  | 12,4 | 39,4 | 39,0 | 88,2 | 2,2 | 0,5 | 0,2 | 0,3 | 5,0 |
| 2008-2009 | Orlando Magic   | 21  | 0  | 7,0  | 38,3 | 44,0 | 83,3 | 1,3 | 0,2 | 0,1 | 0,0 | 3,0 |
| 2008-2009 | Houston Rockets | 9   | 0  | 2,8  | 31,3 | 40,0 | -    | 0,6 | 0,1 | 0,0 | 0,3 | 1,3 |
| 2009-2010 | Houston Rockets | 15  | 0  | 2,9  | 30,4 | 22,2 | 71,4 | 0,6 | 0,1 | 0,0 | 0,1 | 1,4 |
| 2010-2011 | L.A. Clippers   | 40  | 0  | 11,2 | 42,4 | 43,0 | 62,5 | 2,4 | 0,4 | 0,3 | 0,3 | 4,8 |
| 2011-2012 | L.A. Clippers   | 16  | 0  | 7,6  | 22,4 | 18,5 | 100  | 1,4 | 0,1 | 0,1 | 0,3 | 1,9 |
| 2011-2012 | Wash. Wizards   | 16  | 0  | 9,7  | 40,8 | 21,7 | 83,3 | 2,5 | 0,5 | 0,3 | 0,1 | 3,1 |
| Carriera  | Carriera        | 421 | 74 | 13,4 | 43,9 | 38,2 | 78,3 | 2,6 | 0,6 | 0,3 | 0,3 | 5,5 |

#### Playoffs
| Anno     | Squadra         | PG | PT | MP   | TC%  | 3P%  | TL% | RP  | AP  | PRP | SP  | PP  |
| -------- | --------------- | -- | -- | ---- | ---- | ---- | --- | --- | --- | --- | --- | --- |
| 2004     | L.A. Lakers     | 13 | 0  | 3,5  | 33,3 | -    | 100 | 0,9 | 0,1 | 0,1 | 0,0 | 0,9 |
| 2006     | L.A. Lakers     | 7  | 0  | 11,1 | 39,1 | 36,4 | 100 | 3,1 | 1,1 | 0,1 | 0,0 | 6,3 |
| 2007     | L.A. Lakers     | 5  | 0  | 10,2 | 33,3 | 42,9 | 100 | 1,2 | 0,0 | 0,0 | 0,2 | 3,6 |
| 2009     | Houston Rockets | 6  | 0  | 5,3  | 26,7 | 22,2 | -   | 2,0 | 0,5 | 0,3 | 0,2 | 1,7 |
| Carriera | Carriera        | 31 | 0  | 6,7  | 35,1 | 33,3 | 100 | 1,7 | 0,4 | 0,1 | 0,1 | 2,7 |

## Palmarès
- McDonald's All-American Game (1999)